# اچ‌ام‌اس سی۳۷
اچ‌ام‌اس سی۳۷ (به انگلیسی: HMS C37) یک زیردریایی بود که طول آن ۱۴۳ فوت ۲ اینچ (۴۳٫۶۴ متر) بود. این زیردریایی در سال ۱۹۱۰ ساخته شد.